# 허클베리 핀
허클베리 핀(Huckleberry Finn)은 마크 트웨인의 소설 《톰 소여의 모험》 시리즈에 나오는 등장 인물이다. 마크 트웨인은 《톰 소여의 모험》이 인기를 끌자 따로 《허클베리 핀의 모험》을 집필하였다.

## 개요
《톰 소여의 모험》에서 허클베리 핀은 톰 소여의 친한 친구로 등장한다. 그는 부랑자이자 술주정뱅이인 팹 핀의 아들로 스스로도 헛간 밑이나 선박용 통 속에서 살면서 마을을 떠돌아다닌다. 평판이 좋지 못하여 마을의 주부들은 자신의 아이들이 허클베리와 어울리지 못하도록 단속하지만, 허클베리는 마을의 모든 아이들과 각종 물건을 교환하면서 이익을 얻고 있다. 《톰소여의 모험》에서 허클베리는 톰 소여의 단짝 친구 정도로 역할을 맡았지만, 《허클베리 핀의 모험》에서는 노예인 짐을 탈출시키는 것과 같은 보다 큰 일의 주인공으로 등장한다.
마크 트웨인은 허클베리를 통해 사회적 제약에 구속받지 않는 자유로운 인간상을 보여주고자 하였으며 노예 문제와 같은 당시 미국 사회의 맹점을 풍자하였다. 《허클베리 핀의 모험》은 선풍적인 인기를 끌었고 이후 성인 문학에서 어린 시절을 소재로 한 이야기들이 쏟아져 나오는 계기가 되었다. 미국 문학의 원형으로 여겨지고 있다.

## 모델
마크 트웨인인 자신이 어린 시절 살았던 미시시피 강 어귀의 미주리주 한니발의 목공소 아들 톰 블랭컨십을 허클베리 핀의 모델로 삼았다. 마크 트웨인은 자서전에서 톰 블랭컨십은 매우 독립적인 인물로 주변 어른들이 함께 어울리는 것을 금지시켰지만 자신은 아랑곳 않고 함께 즐겼다고 회고한 바 있다. 톰 블랭컨십은 나중에 치안판사가 되었다.

## 등장
허클베리 핀은 마크 트웨인의 소설에서 계속하여 주요 인물로 등장한다.
- 톰 소여의 모험(1876년)
- 허클베리 핀의 모험(1884년)
- 탐정 톰 소여(1896년)
- 해외에 간 톰 소여(1894)
- 학교가 있는 언덕(1898년) – 미완성
- 인디언과 함께 한 허클베리 핀과 톰 소여 – 미완성
- 톰소여의 음모 – 미완성

## 같이 보기
- 마크 트웨인
- 톰 소여